# أرجون غوبتا (ممثل)
أرجون غوبتا (بالإنجليزية: Arjun Gupta)‏ هو ممثل أمريكي، ولد في 28 نوفمبر 1986 في تامبا في الولايات المتحدة.

## وصلات خارجية
- أرجون غوبتا على موقع IMDb (الإنجليزية)
- أرجون غوبتا على موقع قاعدة بيانات الفيلم (الإنجليزية)